# 賈文元
賈文元（1492年—1551年），字體仁，號洱皐，雲南大理衛軍籍，直隸曲陽縣人，明朝官員。

## 生平
由國子生中式嘉靖元年（1522年）壬午科雲貴鄉試第二十名舉人，嘉靖十一年（1532年）壬辰科会试第二百七十九名，第三甲第一百二十四名進士。觀工部政，授華陽知县，陞刑部主事止。

## 家族
曾祖賈順；祖賈能；父賈鐸；母魏氏。永感下，妻朱氏，繼妻蘇氏；兄文英；文翰（提舉）；文輔；文華，弟文𣁽，子召麟。